# Ламбда
 Тази статия е за гръцката буква.  За краниометричната точка вижте Ламбда (череп).  
Ламбда, (главна буква Λ, малка буква λ) е единадесетата буква от гръцката азбука. В гръцката бройна система с тази буква се означава числото 30.
Главната буква Λ се използва като символ за:
- Ламбда частици в ядрената физика.
- Космологичната константа на Алберт Айнщайн.

Малката буква λ се използва като символ за:
- дължина на вълната във физиката.
- период на полуразпад на радиоактивните елементи във физиката.
- специфичната топлина на топене във физикохимията.
- коефициент на топлопроводимост във физиката.
- коефициент за съотношението на количеството въздух към количеството на дадено гориво, необходимо за пълно изгаряне. Пример: λ = 1 за бензин при съотношение 14,7 части въздух към 1 част гориво, за дизелово гориво λ = 1 при 15,2 и т.н.
- означаване на равнина в геометрията.
- означаване на разстоянието между два последователни максимума/минимума на хармонична вълна/синусоида.

В игровата поредицата на Valve Corporation Half-Life се използва като символ на ламбда-комплекса в Black Mesa.